# La vida que vendrà
La vida que vendrà (tradotto dallo spagnolo, La vita che verrà) è il quarto album dei 99 Posse uscito nel 2000, composto da 14 tracce interamente composte dal gruppo campano e stampato sia su supporto Cd che su doppio vinile.

## Descrizione
Il titolo deriva dal testo della canzone "El Pueblo Unido".
La produzione artistica è frutto della collaborazione tra gli stessi 99 Posse e Carlo Ubaldo Rossi già produttore del precedente Corto circuito, la produzione esecutiva è di Diego Magnetta per Musica Posse. Il disco è stato registrato al Folder Studio di Napoli da Marco Messina e Carlo Ubaldo Rossi, e mixato al Metropolis Studio di Milano da Andy Hughes e Steve Lyon con l'assistenza di Simon Breit, fatta eccezione per la traccia “La Scelta” mixata nello stesso Folder Studio dai 99 Posse, e la traccia “Sfumature” mixata tra i due studi da Steve Lyon e 99 Posse.

## Tracce
1. Comincia adesso
2. Sfumature
3. L'Anguilla (con Speaker Cenzou)
4. All'antimafia (con Papa J)
5. Esplosione imminente
6. Sub
7. Yankee Go Home!
8. Comuntwist
9. Some Say This, Some Say That (con General Levy)
10. A una donna
11. Canto r' 'o putatore
12. Povera vita mia
13. La scelta
14. El Pueblo Unido

## Formazione
- Luca "'O Zulù" Persico - voce
- Maria "Meg" Di Donna - voce, cori
- Marco "Kaya Pezz8" Messina - campionatore e dub master
- Massimo "JRM" Jovine - basso e cori
- Sasha Ricci - tastiere, campionamenti

### Altri musicisti
- Lorenzo Niego - didgeridoo in Comincia adesso
- Gennaro Tesone - hi-hat in Sfumature
- Roy Paci - tromba in Sfumature, Esplosione imminente
- Speaker Cenzou - seconda voce in L'anguilla
- Claudio Marino - batteria in L'anguilla, Esplosione imminente
- Papa J - voce in All'antimafia
- Gianni Mantice - chitarra in Esplosione imminente, All'antimafia
- Rino Saggio - flauto traverso e sax in All'antimafia
- Sergio Messina - theremin in Sub, A una donna
- Frankie B. - scratch in Esplosione imminente, Comuntwist
- General Levy - voce in Some Say this some say that
- Aniello Borrelli - voce in Canto R' 'O putatore
- Carlo Rossi - chitarra in Povera vita mia
- Pasquale Punzo - chitarra in El pueblo unido [3]

### Produzione
- Mastering - Exchange Studio - London - da Mandy Parnell
- Fotografie - Luciano Ferrara
- Fotografia 99 Posse - Enrico Ricciardi
- Grafica - Paul Agar & Danny McLewin.